# Dom Sowietów w Mohylewie

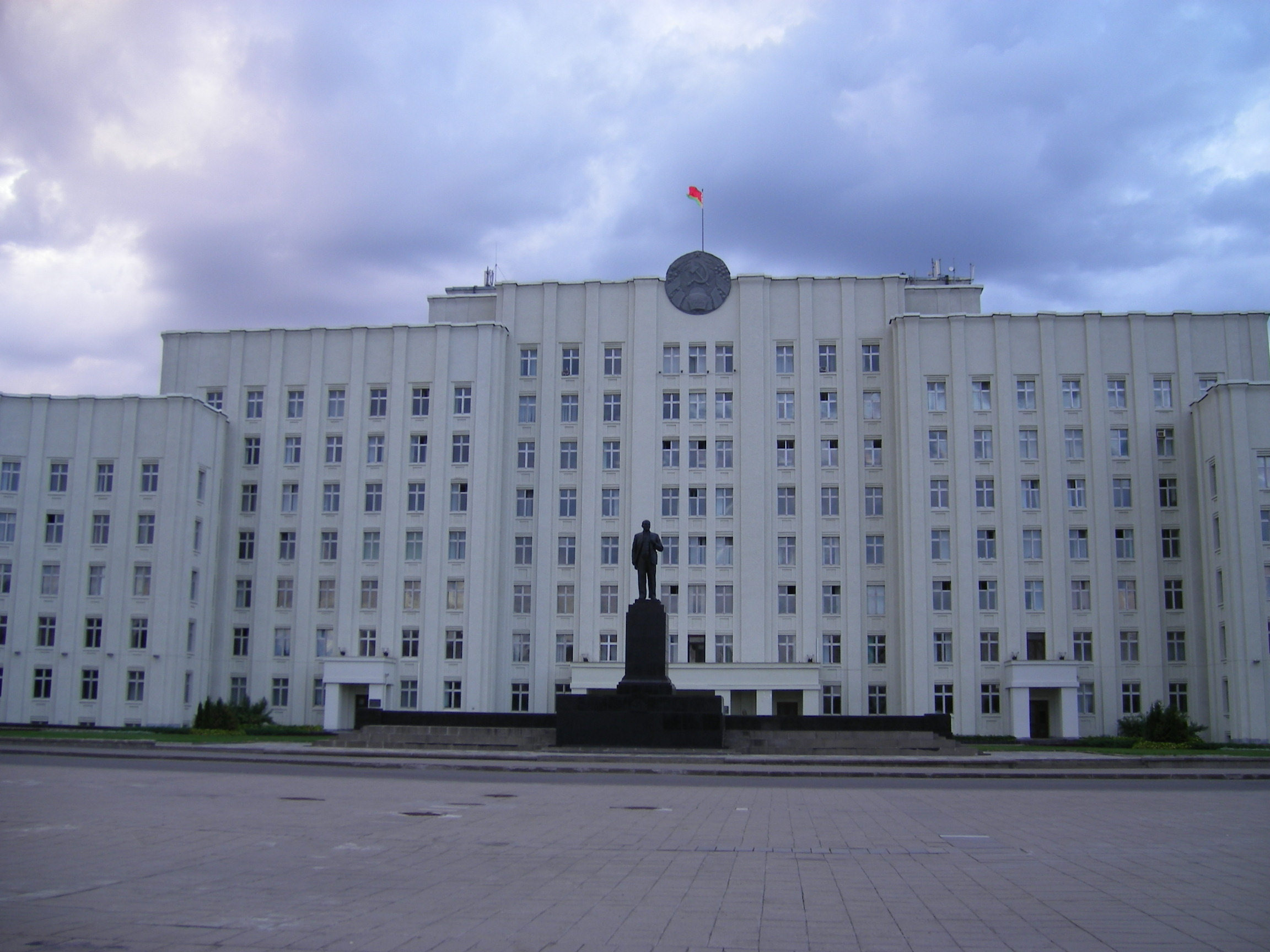
Mohylewski dom sowietów

Dom Sowietów w Mohylewie (biał. Дом Саветаў) – siedziba administracji obwodu mohylewskiego na Białorusi położona przy pl. Lenina, zbudowana pod koniec lat trzydziestych XX wieku w stylu radzieckiego modernizmu, zabytek o znaczeniu republikańskim. 
Budynek powstał w latach 1937–1939 według projektu białoruskiego architekta Iosifa Łangbarda, który zaprojektował wcześniej m.in. siedzibę Rady Najwyższej Białoruskiej SRR w Mińsku. Główny korpus budynku liczy osiem kondygnacji, jego skrzydła – pięć, a segmenty łączące gmach główny ze skrzydłami po siedem. 
W budynku umieszczono sowiet obwodu mohylewskiego Białoruskiej SRR. Początkowo planowano przeznaczyć go na siedzibę Rady Najwyższej Białoruskiej Socjalistycznej Republiki Radzieckiej, w związku z planami przeniesienia stolicy do Mohylewa, ale w wyniku agresji na Polskę i przesunięcia granicy republiki na zachód, zaniechano tego pomysłu. Po 1991 gmach mieści administrację obwodu mohylewskiego niepodległej Białorusi. 
Przed budynkiem ustawiono w 1958 pomnik Lenina dłuta W. Wołczaka i P. Sabsaja.